# Мовчання міста
«Мовчання міста» (фр. Le Silence de la cité) — науково-фантастичний роман 1981 року, написаний французькою письменницею Елізабет Вонарбур та опублікований в Канаді.

## Сюжет
Маленька дівчинка, на ім'я Ліза росте в місті. Її оточують друзі, але згодом вона дізнається, що вони — роботи. А ще є дідусь і Пол. Дідусь — робот, але він виконує роль інтерфейсу для дуже старого чоловіка. Пол — чи не єдина людина, яку вона бачить. Нечисленні люди, які живуть у місті, насправді є результатом генетичних маніпуляцій, спрямованих на збільшення їхньої тривалості життя. Місто —- один з небагатьох технологічних просторів на планеті, спустошеній «мерзотами».

## Нагороди
- 1982: премія Жозефа Роні-старшого.